# Madina-Wora
Madina-Wora es una localidad de la prefectura de Mali en la región de Labé, Guinea, con una población censada en marzo de 2014 de 30 283 habitantes.
Se encuentra ubicada al norte del país, cerca de la frontera con Senegal.